# Amira (Egito)
Amira (em árabe: المراه; romaniz.: El-Amirah) é um sítio arqueológico do Alto Egito, perto de Abidos. As descobertas arqueológicas em 1901 no sítio levaram os estudiosos a batizar Nacada I (4000–3500 a.C.), o primeiro período da Cultura de Nacada, como Cultura de Amira. Túmulos para adultos produziram grande e variada quantidade de bens mortuários, até mesmo modelos em terracota de gado. O sítio continuou a ser ocupado durante Nacada II (3500–3200 a.C.), do qual se encontrou um túmulo com modelo em terracota de uma residência, e Nacada III (3200–3000 a.C.), do qual provém a paleta de Mim.